# Jens Clemen
Jens Clemen (* 26. September 1967) ist ein ehemaliger deutscher Fußballspieler. In der höchsten Spielklasse des DDR-Fußballs, der Oberliga, spielte er für die BSG Motor Suhl.

## Sportliche Laufbahn
Für die Spielzeit 1984/85 meldete die Betriebssportgemeinschaft Motor Suhl den 1967 geborenen Mittelfeldmann für ihre Juniorenoberligamannschaft. Im Verlauf dieses Spieljahres wurde der noch im Nachwuchs spielberechtigte Akteur bereits in einer Partie im Oberhaus des Männerfußballs in der DDR eingesetzt. Am 26. und letzten Spieltag der Saison 1984/85, die abgeschlagene Motor-Elf war längst auch rechnerisch abgestiegen, debütierte der 17-jährige Jens Clemen in der Oberliga. Bei der 0:4-Auswärtsniederlage gegen den F.C. Hansa Rostock wurde der in der Startelf stehende Teenager bereits nach 20 Minuten wieder von Trainer Ernst Kurth aus dem Spiel genommen.
Im Herbst 1985 tauchte das Talent bei der 2. Mannschaft des Fußballclubs der Sportvereinigung Dynamo, dem Berliner FC Dynamo, auf. Für die Reserveelf des DDR-Serienmeisters bestritt er 1985/86 und 1986/87 insgesamt zehn Punktspiele in der zweitklassigen Liga. 1987/88 kickte Clemen bei der BSG Motor Babelsberg im ostdeutschen Unterhaus. Im Sommer 1988 wurde im gemeinsamen Saisonvorschauheft von Deutschem Sportecho und fuwo sein Wechsel von Potsdam zur ASG Vorwärts Dessau vermeldet. Punktspieleinsätze für die Dessauer Ligaelf der Armeesportvereinigung Vorwärts sind bislang nicht bekannt.
Im Wendespieljahr 1989/90 spielte der Mittelfeldmann in dieser Spielklasse in der Vorrunde auch noch einmal kurzzeitig bei Motor Suhl. In der Rückrunde erzielte er in 11 Einsätzen für die BSG Motor Ludwigsfelde zwei Treffer. In der Spielzeit 1990/91 lief er in der damals drittklassigen Amateur-Oberliga Berlin für Tasmania Neukölln auf.